# Línea 501 (Lobos)
La línea 501 es una línea de colectivos del Partido de Lobos, siendo prestado el servicio por Expreso Empalme Lobos S.R.L. Este transporte cuenta con SUBE. Su frecuencia es de 25 minutos.

## Recorridos
- Terminal-Moreno-Rivadavia-Olavarrieta-Angueira-Hipólito Yrigoyen-Arévalo-Lamadrid-Angueira-Independencia-Zapiola-Emilio Castro.